# ひと夏のしずく
「ひと夏のしずく」（ひとなつのしずく）は、南こうせつの34枚目のシングル。1995年7月5日にポニーキャニオンから発売された。
タイトルチューンの「ひと夏のしずく」はデビュー25周年記念曲。同年の第46回NHK紅白歌合戦では、当初この曲を歌唱する予定だったが、最終的にはこの年、NHKが阪神・淡路大震災の被災地・兵庫県を中心に行った聴きたい歌のアンケートで1位になった「上を向いて歩こう」に決まった。

## 収録曲
- 全作曲：南こうせつ、編曲：徳武弘文

1. ひと夏のしずく [4:46]
作詞：伊勢正三
2. Summer♪Angel [4:58]
作詞：松本一起
3. ひと夏のしずく（カラオケ）

## 収録アルバム
| 曲名           | アルバム       | 発売日        |
| -------------- | -------------- | ------------- |
| ひと夏のしずく | 『青春の日々』 | 1995年7月21日 |